# Mercedes-Benz Atron

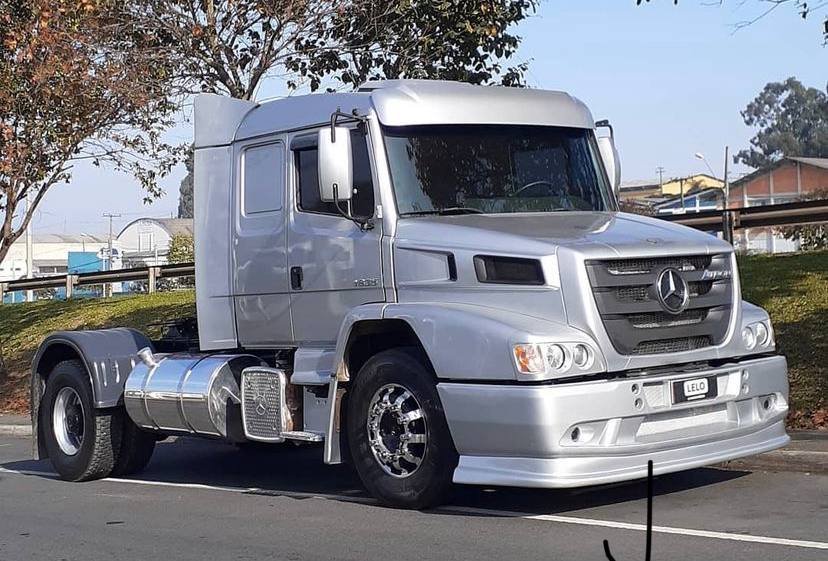
Atron 1635

Mercedes-Benz Atron ist eine LKW-Baureihe von Mercedes-Benz (Sparte Mercedes-Benz-Lkw) der Daimler AG, der für den Markt in Brasilien produziert wird.

## Geschichte
Ab 2012 wurde die LKW-Baureihe Mercedes-Benz Atron für den brasilianischen Markt produziert. Lokal wird die Serie als „Bicudo-do-algodoeiro“ (Baumwollkapselkäfer) bezeichnet.
Die Modelle Mercedes-Benz Atron 1319, Mercedes-Benz Atron 2324 und Mercedes-Benz Atron 2729 wurden bis zum April 2016 produziert. Mercedes-Benz Atron 1635 ist im Westen und Norden Brasiliens als Nischenprodukt gefragt und wird deshalb noch gewisse Zeit produziert. Statt Mercedes-Benz Atron 1319 wird der Mercedes-Benz Atego 1419 produziert, statt Mercedes-Benz Atron 1719 der Mercedes-Benz Atego 1719, statt Mercedes-Benz Atron 2324 der Mercedes-Benz Atego 2426 und statt Mercedes-Benz Atron 2729 der Mercedes-Benz Atego 2730. Seit der Markteinführung 2012 wurden in Brasilien rund 33.000 Exemplare der Atron-Reihe produziert. Zum endgültigen Produktionsende legte Mercedes-Benz do Brasil im September 2016 anlässlich des 60-jährigen Jubiläums eine Special Edition mit 60 Stück auf, von denen innerhalb von zwei Tagen 59 Stück reserviert waren. Der 60. und letzte Mercedes-Benz Atron Special Edition wurde am 28. September 2016 anlässlich des Firmenjubiläums versteigert.

## Technische Daten
Es gibt folgende Ausführungen:
- Mercedes-Benz Atron 1319: 4×2 mit OM924LA Motor
- Mercedes-Benz Atron 2324: 6×2 mit OM926LA-Motorisierung und einem Radstand von 5170 Millimeter
- Mercedes-Benz Atron 2729: 6×4 mit OM926LA-Motor und einem Radstand von 4830 Millimeter oder 3600 Millimeter für Kipper und Mischer
- Mercedes-Benz Atron 1635: 4×2 und OM457LA und 4500 Millimeter Radstand.

Der Mercedes-Benz Atron 1319 und der Mercedes-Benz Atron 2324 eignen sich vor allem für Stückgutverkehr und werden für Trockenfracht-Aufbauten und Kühlgut verwendet. Das zulässige Gesamtgewicht liegt bei 20 Tonnen.
Der Sattelschlepper Mercedes-Benz Atron 1636 4×2 mit seinem Gesamtgewicht von 40 Tonnen ist besonders für Transporten auf mittleren und langen Strecken geeignet.
Der Mercedes-Benz Atron 2729 weiterentwickelten Cockpit und einem neuen, schwarzen Kühlergrill ist als Geländewagen, als Mischer oder Kipper-Version, verfügbar. Es ist mit Neun-Gang-Schaltgetriebe und Doppelkupplung versehen.
Mercedes-Benz Atron 1635 ist der einzige 2019 verfügbare Lastkraftwagen der Atron-Serie. Er ist ein Kurzhauber und Sattelzugmaschine mit einem Gesamtgewicht von 50 Tonnen und einem Sechszylindermotor (Reihenmotor) und einer Leistung von 254 Kilowatt (345 PS). Er ist für den Fernverkehr ausgelegt.